# Mistrovství Evropy v boxu 1955
XI. mistrovství Evropy v boxu proběhlo v západní části Berlína, Německo ve dnech 27. května až 5. června 1955. Organizátorem turnaje mistrovství Evropy byla  Association Internationale de Boxe Amateur (AIBA).

## Československá stopa
Závěrečná příprava byla situována do Choltic na Pardubicku. Jedenáct účastníků závěrečného soustředění bylo vybráno po zápasech družstev s reprezentacemi Finska a Maďarska – František Majdloch, Ján Zachara, Bedřich Koutný, Július Torma, Horymír Netuka, Zdeněk Petřina, Karel Gold, Walter Ivanuš, František Vítovec, ? Smítal a Štefan Marciš.
Vedoucí výpravy: Vilém Jurčan, šéftrenér reprezentace: František Pazdera, lékař: Mojmír Mlčoch, rozhodčí: Bedřich Opluštil, Václav Panzner
Na mistrovství Evropy startovalo za Československo 7 boxerů:
- −51 kg: František Majdloch (*1929) z Ústředního domu Rudé hvězdy
- −57 kg: Ján Zachara (*1928) z Ústředního domu Rudé hvězdy
- −63,5 kg: Walter Ivanuš (*1933) z Ústředního domu Rudé hvězdy
- −67 kg: František Vítovec (*) z Ústředního domu armády
- −75 kg: Bedřich Koutný (*1931) z Ústředního domu armády
- −81 kg: Július Torma (*1922) z Ústředního domu armády
- +81 kg: Horymír Netuka (*1929) z Ústředního domu armády

## Výsledky
| Muži     | Zlato                        | Stříbro                 | Bronz                      | Bronz                    |
| -------- | ---------------------------- | ----------------------- | -------------------------- | ------------------------ |
| –51 kg   | Edgar Basel (FRG)            | Mircea Dobrescu (ROU)   | Henryk Kukier (POL)        | Wolfgang Behrendt (GDR)  |
| –54 kg   | Zenon Stefaniuk (POL)        | Boris Stěpanov (URS)    | Wolfgang Schwarz (FRG)     | Daniel Hellebuyck (BEL)  |
| –57 kg   | Thomas Nicholls (ENG)        | Alexandr Zasuchin (URS) | Pentti Hamalainen (FIN)    | Hans-Peter Mehling (FRG) |
| –60 kg   | Harry Kurschat (FRG)         | Dervíš Mustafa (EGY)    | Ilija Lukić (YUG)          | Pentti Rautiainen (FIN)  |
| –63,5 kg | Leszek Drogosz (POL)         | Pál Budai (HUN)         | Vladimir Jengibarjan (URS) | Hans Petersen (DEN)      |
| –67 kg   | Nicolo Gargano (ENG)         | Hippolyte Annex (FRA)   | Nicolae Linca (ROU)        | Pavle Šovljanski (YUG)   |
| –71 kg   | Zbigniew Pietrzykowski (POL) | Karlos Džanerjan (URS)  | Rolf Caroli (GDR)          | Marcel Pigou (FRA)       |
| –75 kg   | Gennadij Šatkov (URS)        | Stig Sjölin (SWE)       | Dieter Wemhöner (FRG)      | Bedřich Koutný (TCH)     |
| –81 kg   | Erich Schöppner (FRG)        | Ulrich Nitzschke (GDR)  | Július Torma (TCH)         | Ottavio Panunzi (ITA)    |
| +81 kg   | Algirdas Šocikas (URS)       | Horst Witterstein (FRG) | Horymír Netuka (TCH)       | Francis Magnetto (FRA)   |

## Medailová bilance
V boxu se rozdělilo celkem 10 sad medailí.
| Pořadí | Stát                            |       | Muži    | Muži  | Muži | Celkem |
| Pořadí | Stát                            | Zlato | Stříbro | Bronz |      | Celkem |
| ------ | ------------------------------- | ----- | ------- | ----- | ---- | ------ |
| 1.     | Západní Německo (FRG)           |       | 3       | 1     | 3    | 7      |
| 2.     | Polsko (POL)                    |       | 3       | 0     | 1    | 4      |
| 3.     | Sovětský svaz (URS)             |       | 2       | 3     | 1    | 6      |
| 4.     | Anglie (ENG)                    |       | 2       | 0     | 0    | 2      |
| 5.     | Francie (FRA)                   |       | 0       | 1     | 2    | 3      |
| 5.     | Východní Německo (GDR)          |       | 0       | 1     | 2    | 3      |
| 7.     | Rumunsko (ROU)                  |       | 0       | 1     | 1    | 2      |
| 8.     | Egypt (EGY)                     |       | 0       | 1     | 0    | 1      |
| 8.     | Maďarská lidová republika (HUN) |       | 0       | 1     | 0    | 1      |
| 8.     | Švédsko (SWE)                   |       | 0       | 1     | 0    | 1      |
| 11.    | Československo (TCH)            |       | 0       | 0     | 3    | 3      |
| 12.    | Finsko (FIN)                    |       | 0       | 0     | 2    | 2      |
| 12.    | Jugoslávie (YUG)                |       | 0       | 0     | 2    | 2      |
| 14.    | Belgie (BEL)                    |       | 0       | 0     | 1    | 1      |
| 14.    | Dánsko (DEN)                    |       | 0       | 0     | 1    | 1      |
| 14.    | Itálie (ITA)                    |       | 0       | 0     | 1    | 1      |
| Celkem | Celkem                          |       | 10      | 10    | 20   | 40     |